# Erich Wilke (Maler)

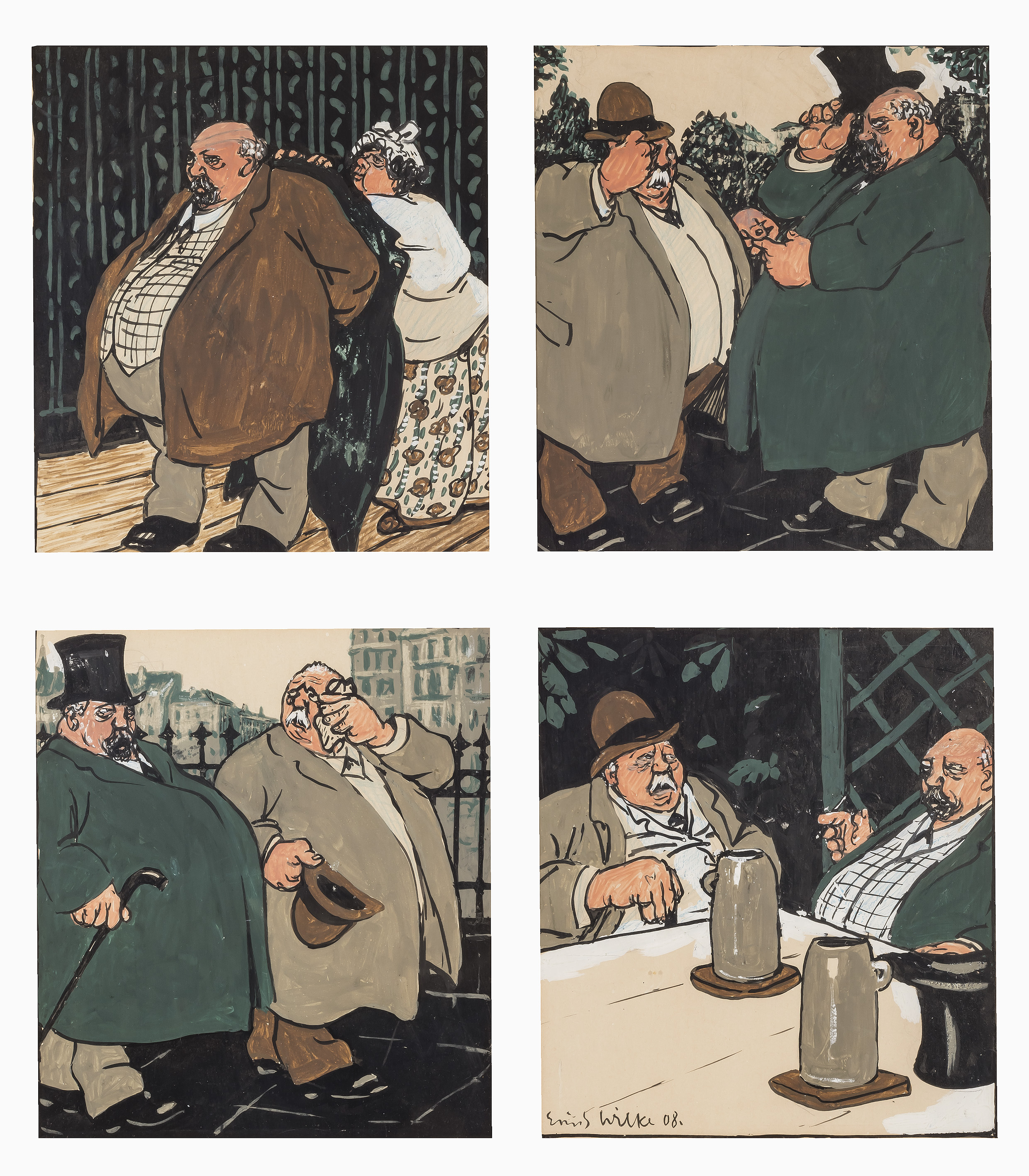
Münchner Maecenaten, 1908

Erich Wilke (* 4. März 1879 in Braunschweig; † 30. April 1936 in München) war ein deutscher politischer Karikaturist, Zeichner und Radierer. Er ist der Bruder der Karikaturisten Rudolf und Hermann Wilke.

## Leben und Werk
Erich Wilke war eines von sechs Kindern des Zimmermanns Johannes Wilke und dessen Ehefrau aus dem Dorf Volzum, südöstlich von Braunschweig. Über seinen älteren Bruder Rudolf kam er im Jahre 1900 zur in München erschienenen Zeitschrift Jugend, für die er über 30 Jahre bis 1936 als einer ihrer Stammzeichner tätig war. Des Weiteren war Erich Wilke gelegentlich auch Zeichner für die  politisch-satirischen Zeitschriften Kladderadatsch und Lustige Blätter.